# Nitta complicata
Nitta complicata är en insektsart som beskrevs av Irena Dworakowska 1995. Nitta complicata ingår i släktet Nitta och familjen dvärgstritar. Inga underarter finns listade i Catalogue of Life.